# Abgrabung Retlager Bach
Die Gebiete Abgrabung Retlager Bach sind zwei 2006 durch das Regierungspräsidium Detmold ausgewiesene Naturschutzgebiete (NSG-Nummer LIP–085 und –086) in den nordrhein-westfälischen Städten Lage und Detmold im Kreis Lippe in Deutschland. Östlich grenzt das Landschaftsschutzgebiet Retlager Bach an.

## Lage
Die insgesamt rund 157 Hektar (ha), davon 145,26 ha in Lage und 11,6 ha auf Detmolder Gebiet, großen Naturschutzgebiete Abgrabung Retlager Bach gehören naturräumlich zum Lipper Bergland. Sie erstrecken sich südlich der Lagenser Stadtmitte im Bereich des Müssener Kieswerks, zwischen den Landesstraßen 944 im Nordosten, 758 im Südosten und 945 im Südwesten.

## Beschreibung
Die Schutzgebiete Abgrabung Retlager Bach werden als Gelände mit schutzwürdigen und gefährdeten Stillgewässern und Staugewässern die aus großflächigem Kiesabbaus entstanden mit Ufergehölzen, Flachufern, Flachwasserzonen und Schwimmblattvegetationen, Abgrabungsgewässern mit Uferhochstaudenfluren, niedrigwüchsigen Uferfluren, gefährdeten Gehölzstrukturen sowie schutzwürdigen und gefährdeten Laubwäldern beschrieben. Teilbereiche weisen noch offene Sand- und Kiesfluren auf. Zwischen den Abgrabungsflächen und am Gebietsrand sind Gehölzstreifen mit altem Baumbestrand, zumeist Stiel-Eichen und Rotbuchen erhalten geblieben. Auch artenreichen Grünlandbereiche gehören zum Schutzgebiet.
Auf naturschutzinformationen.nrw steht zum Wert des Schutzgebietes: „Es handelt sich um einen naturnahen, strukturreichen Biotopkomplex von regional herausragender Bedeutung. Die feuchten Laubwaldgesellschaften, mageren Grünländer, offenen Pionierfluren und zahlreichen Still- und Fließgewässer sind Lebensraum für seltene, gefährdete sowie landschaftsraumtypische Pflanzen- und Tierarten. Die offenen Abgrabungsgewässer mit Schlamm- und Pionierflutren sind zugleich wertvolle Rastgebiete für Wat- und Wasservögel. Der Bestand an totholz- und höhlenreichenreichen Altbäumen ist von regionaler Bedeutung.“
Einige der Abgrabungsgewässer werden fischereilich genutzt. Südwestlich des NSG dauert der Kiesabbau noch an. Hauptentwicklungsziel ist die Weiterentwicklung der herausragenden Biotopverbundfunktion unter Einbeziehung der aus Abgrabungsnutzung herausfallenden Bereiche.

## Schutzzweck
Wesentlicher Schutzzweck ist die Erhaltung, Entwicklung und Wiederherstellung eines regional bedeutsamen naturnahen, strukturreichen Biotopkomplexes aus Fließgewässern mit begleitenden Auwäldern und Ersatzgesellschaften und großen Stillgewässern im Landschaftsraum Werre-Hügelland als Lebensraum für seltene, gefährdete sowie landschaftsraumtypische Pflanzen- und Tierarten.

## Flora und Fauna

### Flora
Aus der schützenswerten Flora sind besonders die im Gebiet vorkommenden „Arten der Roten Liste der gefährdeten Pflanzen in Nordrhein-Westfalen“ zu nennen:
- Bach-Nelkenwurz
- Berg-Sandglöckchen
- Braun-Segge
- Dreifurchige Wasserlinse
- Geflügeltes Johanniskraut
- Hohe Schlüsselblume
- Kleiner Baldrian
- Krauses Laichkraut
- Moor-Labkraut
- Rispensegge
- Schatten-Spatenmoos
- Schwanenblume
- Sumpfdotterblume, auch Sumpf-Baldrian
- Weiße Seerose
- Wiesen-Pippau

### Fauna
Aus der schützenswerten Fauna sind besonders die im Gebiet vorkommenden „Arten der Roten Liste der gefährdeten Tiere in Nordrhein-Westfalen“ und Tierarten nach FFH-Richtlinie zu nennen:

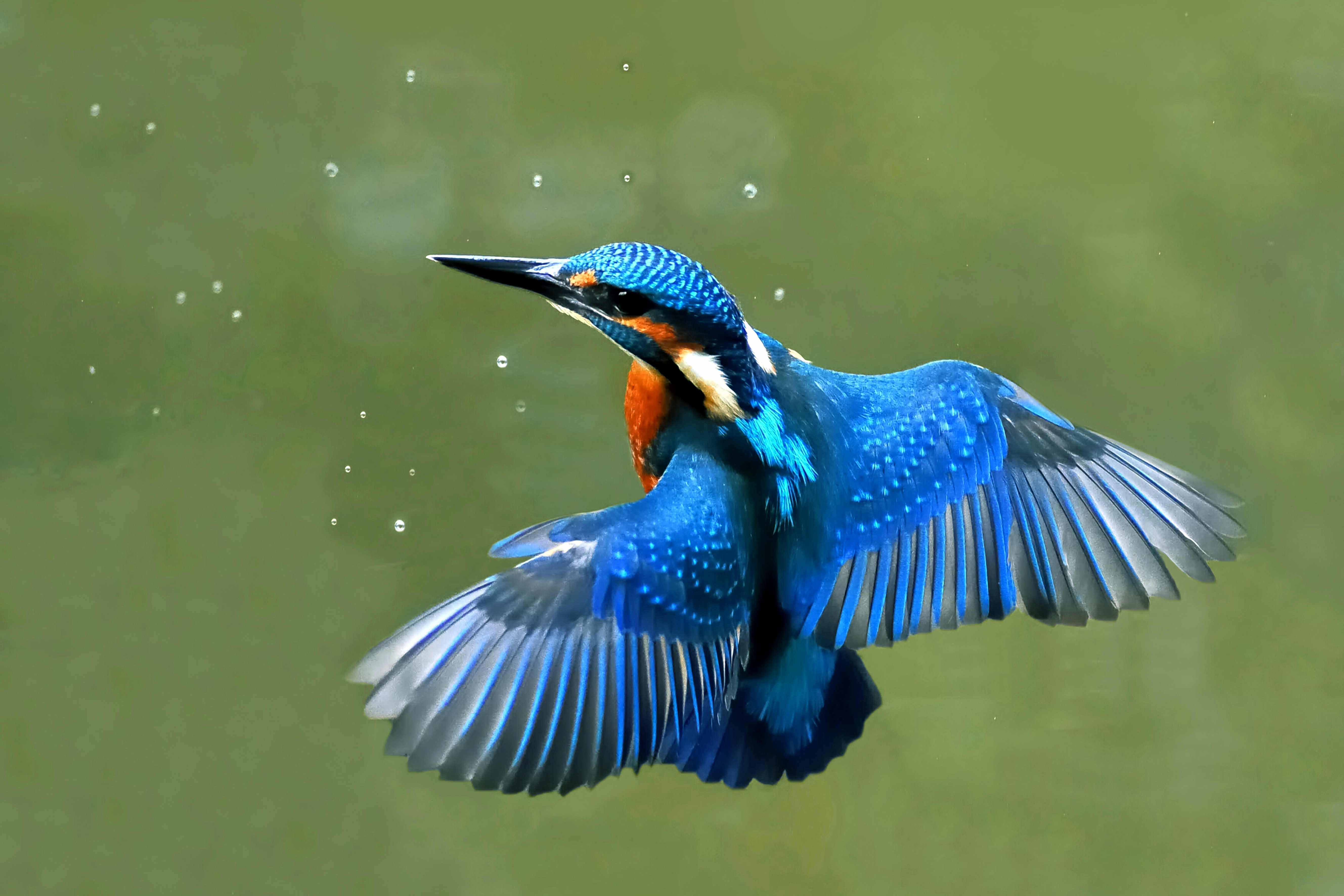
Eisvogel im Schwebflug

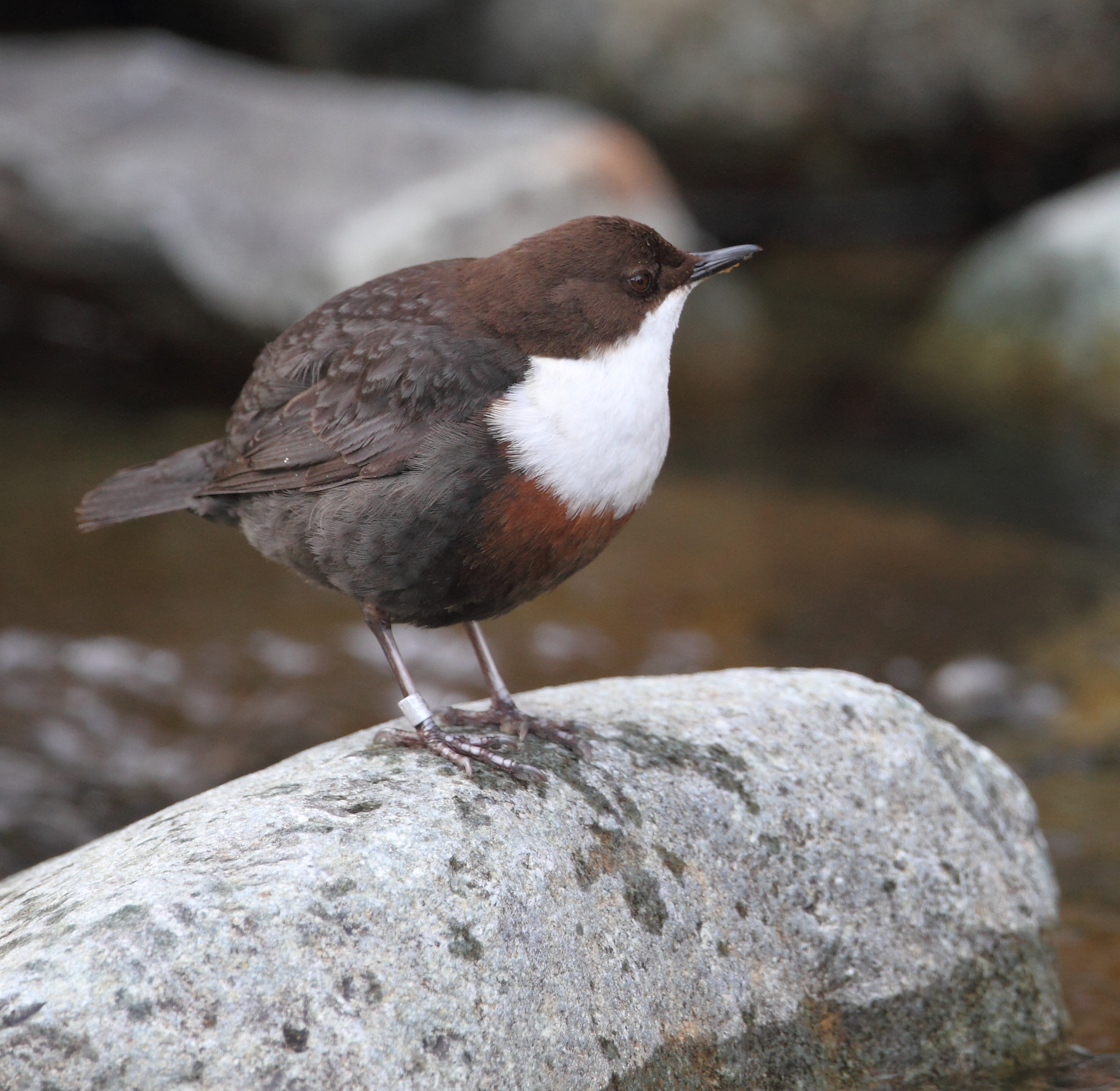
Wasseramsel

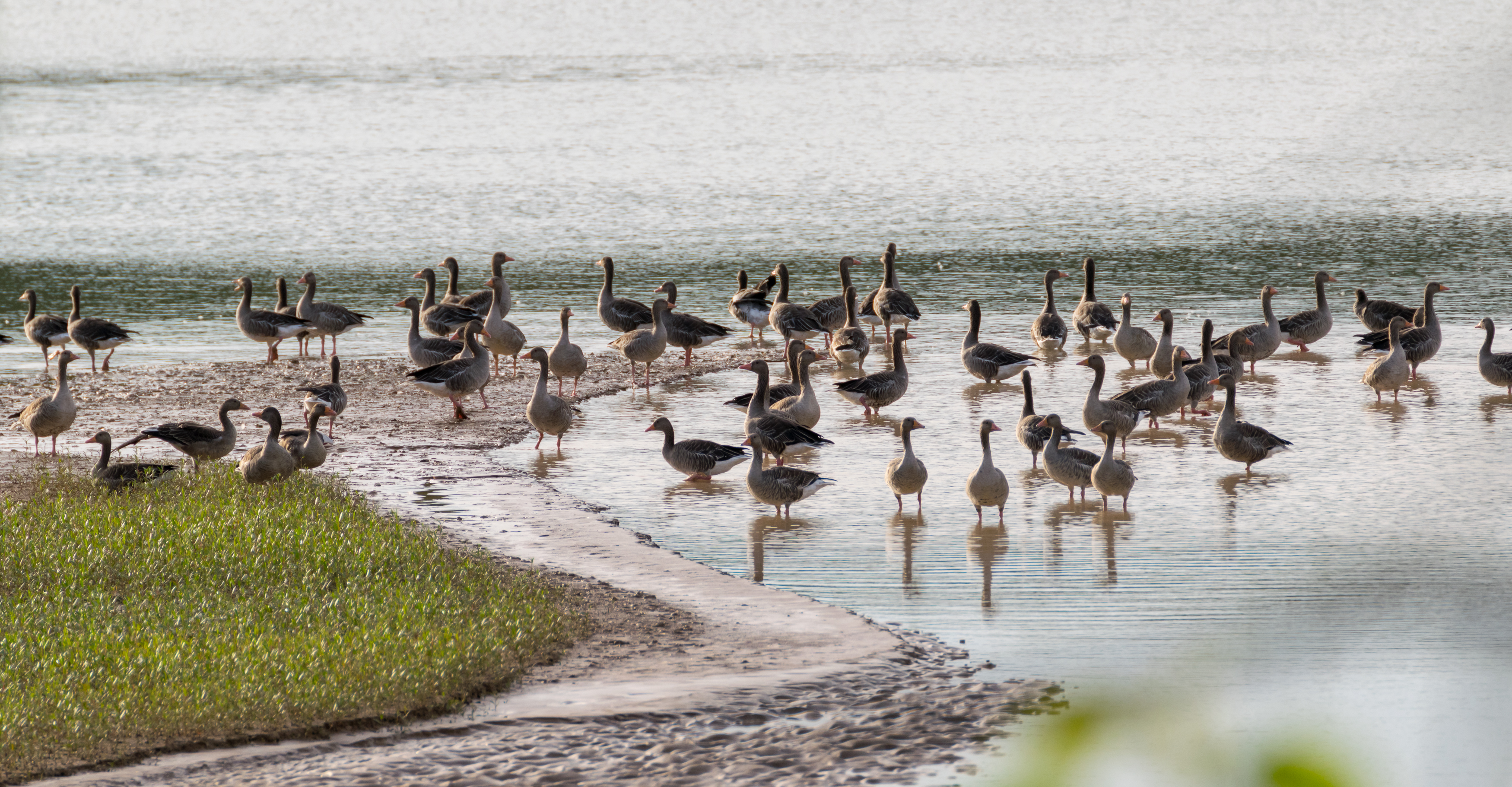
Graugänse im Schutzgebiet

- Abendsegler
- Bachforelle
- Breitflügelfledermaus
- Dorngrasmücke
- Eisvogel (Foto)
- Feldgrashüpfer
- Flussregenpfeifer
- Flussuferläufer
- Gebänderte Prachtlibelle
- Groppe
- Heidegrashüpfer
- Kiebitz
- Knäkente
- Kormoran
- Kornweihe
- Krickente
- Kuckuck
- Löffelente
- Mauerfuchs
- Nachtigall
- Rebhuhn
- Schafstelze
- Schilfrohrsänger
- Schnatterente
- Sechsfleck-Widderchen
- Sturmmöwe
- Tafelente
- Teichhuhn
- Uferschwalbe
- Verkannter Grashüpfer
- Wachtel
- Wasseramsel (Foto)
- Wasserfledermaus
- Weißrandiger Grashüpfer
- Weißstorch
- Wiesengrashüpfer
- Zwergfledermaus
- Zwergtaucher